# تنگ فی
تنگ فی (انگلیسی: Teng Fei؛ زادهٔ ۲۳ ژانویهٔ ۱۹۸۸) بازیکن واترپلو اهل چین است.
وی در مسابقات بین‌المللی در مجموع برندهٔ ۲ مدال طلا، ۱ مدال نقره، ۱ مدال برنز شده‌است.